# Reimar von Karstedt

Wappen derer von Karstedt

Reimar v. Karstedt (latinisiert Reimarus Karstede, auch Reimer v. Karstedt), (* ca. 1560  in Kaltenhof, jetzt Gemeinde Karstädt in der Prignitz; † 13. September 1618 in Havelberg) war ein deutscher Jurist und Domdechant am Havelberger Dom, vielleicht auch Landesdirektor der Prignitz.

## Leben

### Herkunft

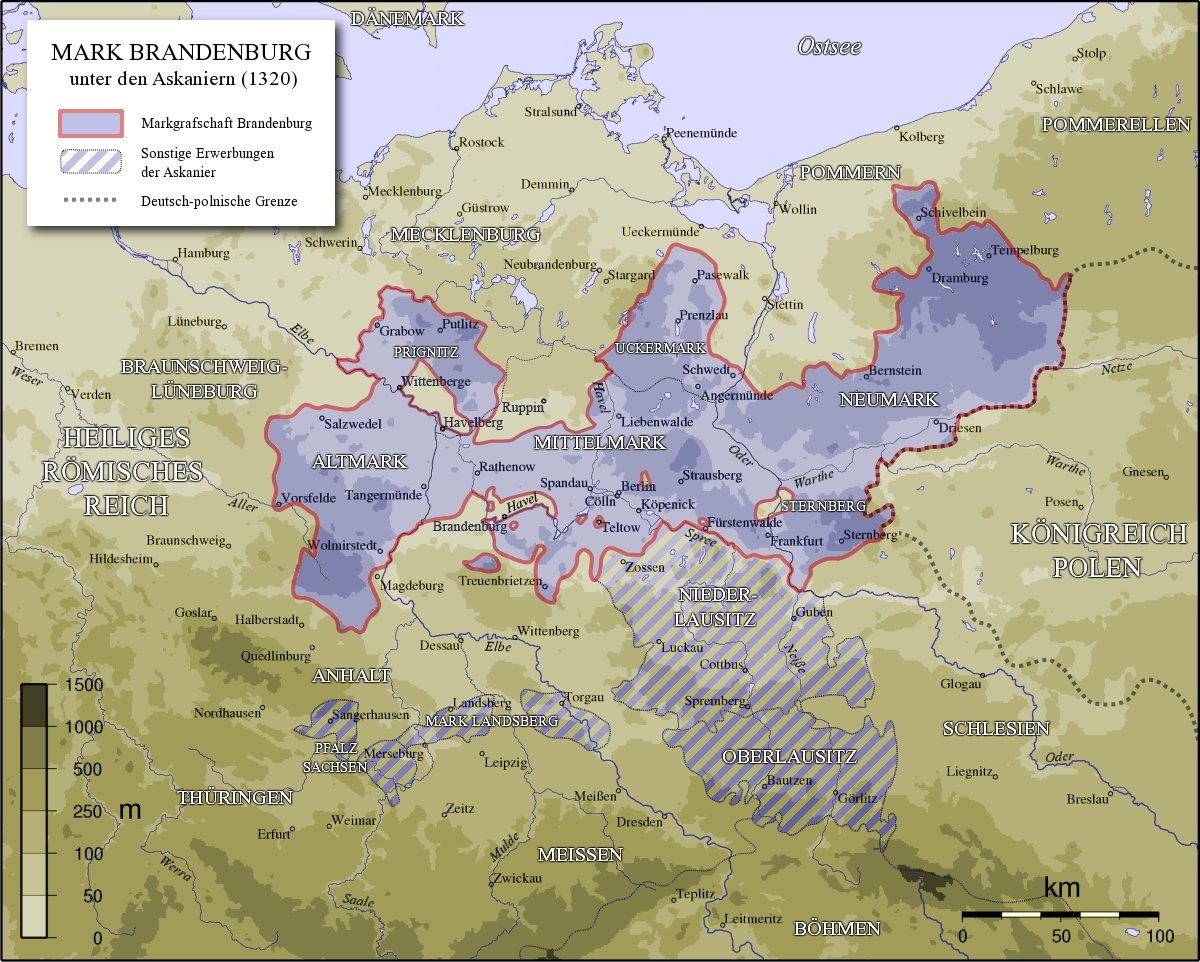
Mark Brandenburg unter den Askaniern (1320) mit der Prignitz, der Altmark und der Domstadt Havelberg

Die Familie von Karstedt ist eine der ältesten uradligen Familien der Mark Brandenburg. Die erstmalige urkundliche Erwähnung fand das Geschlecht 1271 mit Reinoldus de Karstede, seine ununterbrochene Stammreihe beginnt um 1550 mit Valentin von Karstedt auf Kaltenhof (Westprignitz).
Die Eltern von Reimar v. Karstedt waren der Magdeburgische Hauptmann zu Wolmirstedt Joachim von Karstedt (mündig 1548), der in erster Ehe Margaretha v. Winterfeld († 1581) geheiratet hatte.

### Werdegang
Nach der Schulausbildung besuchte er ab November 1577 die Universität Rostock.
Ab 1581 besuchte er die Universitäten in Straßburg und Zürich (ab 1584) und ab 31. Dezember 1585 die Universität Helmstedt. Das juristische Studium schloss er mit einer Disputation zum Kaufrecht ab, zu der Prof. Heinrich Meibom (1555–1625) das Vorwort schrieb.
Karstedt war Mitverfasser einer Trauerschrift für den noch im jugendlichen (adolescens) Alter 1581 in Straßburg verstorbenen Hermann von Kotze.
Der aus Wittenberg stammende Melchior Junius (der Ältere), Rektor der Universität Straßburg, verfasste den „Trostbrief“, während einige Freunde, zu denen neben Karstedt der Historiker, Schriftsteller und Dichter der schon oben genannte Prof. Heinrich Meibom (1555–1625) aus Lemgo, Louis de LaHaye und Joachim Winterfeld gehörten, Epicedien verfassten. Karstedt würdigte den Verstorbenen in seinem Trauergedicht als Freund, der ihm mehr als ein Bruder war (O mihi plus fratris semper habende loco).

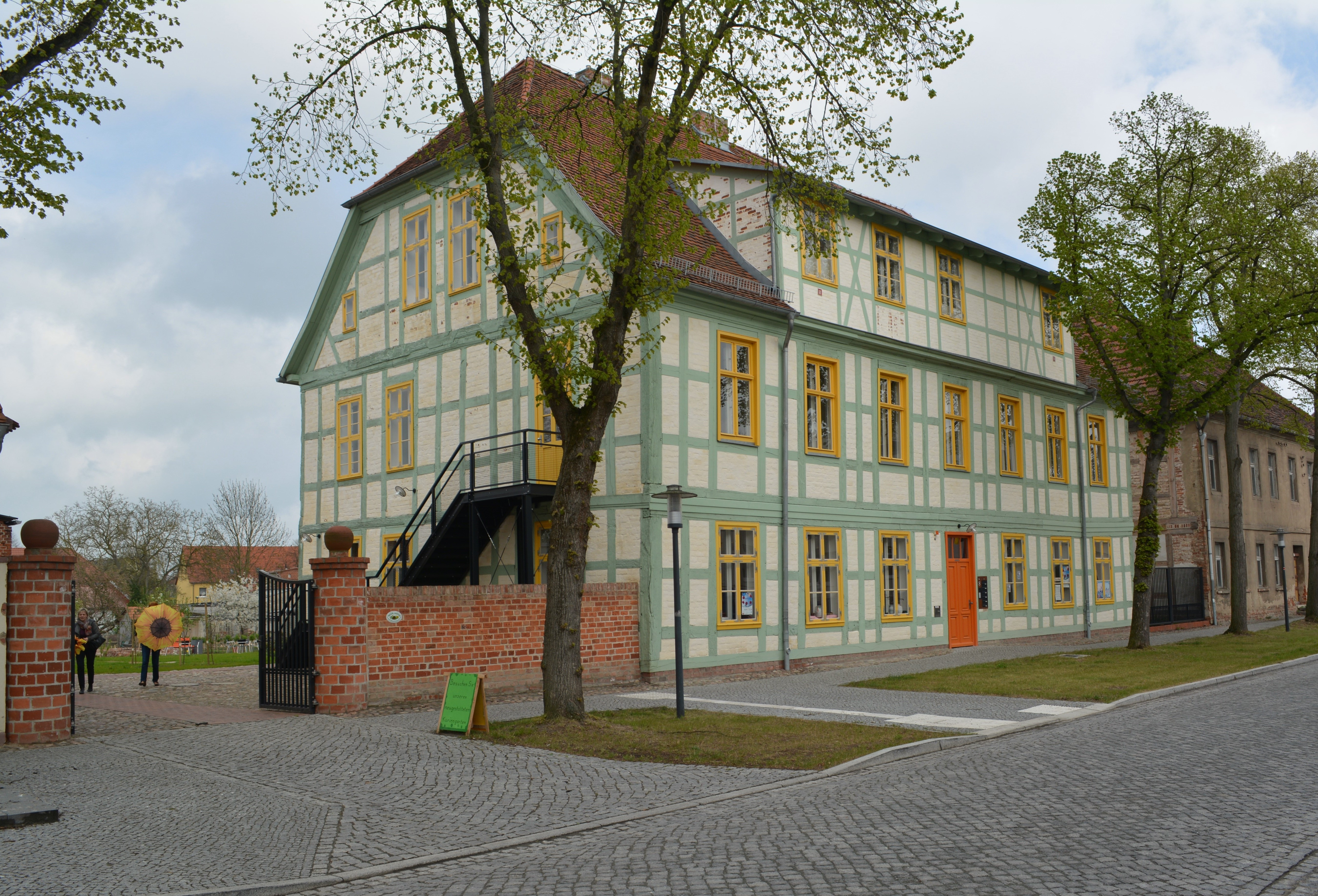
Haus der ehemaligen Domkurie in Havelberg

Während bzw. nach Beendigung des Studiums ist Karstedt offensichtlich für die Söhne des Herzogs Otto II zu Braunschweig-Lüneburg (Harburg) (1528–1603) als Hofmeister tätig gewesen. Dessen Sohn Wilhelm August (1564–1642) unternahm im Jahr 1582 eine Kavalierstour nach Frankreich und England und ging danach mit seinen Brüdern an die Universität Helmstedt. 1594 ging er erneut auf Reisen, die ihn durch ganz Deutschland, Polen, die Schweiz, Italien, Holland, Livland und Dänemark führten.
Im Jahre 1601 wurde Karstedt nach der Resignation des Domherrn Johann von Klöden in das Dom-Capitel in Havelberg aufgenommen. Nach dem Tode des Dechanten Matthäus Lüdtke im Jahre 1608 folgte Karstedt ihm als Dechant durch Wahl des Domkapitels und führte das Dekanat bis zum 13. September 1618, da er mit dem Tode abging.
Nach den Genealogie von Brusche soll Karstedt Landesdirektor der Prignitz gewesen sein. Dafür sind aber keine Nachweise zu finden.

### Familie
Reimar v. Karstedt heiratete in erster Ehe Sophie Hedwig v. d. Streithorst, die Tochter der Eheleute Christian v. d. Streithorst auf Rottorf und Schliestedt und Eva v. Samptleben. Seine Ehefrau verstarb am 6. Juli 1604. Ihr Grabstein befindet sich im Havelberger Dom.
Aus der ersten Ehe sind folgende Kinder hervorgegangen:
- Maria (verh. mit Otto Brandt v. Lindau auf Hohenziatz), Fürstentum Anhalt, Lehnsmarschall und Landdrost zu Jever.
- Margarete (verh. mit Philipp v. Rohr),
- Joachim Christoph (immatrikuliert auf der Universität Frankfurt an der Oder 1613, Universität Jena 1614),
- Johann Julius († Feb. 1641),
- Reimar († 3. März 1650), Senior und Kanonikus des Domstifts Havelberg,
- Alexander Ludwig,
- George Dietrich (immatrikuliert auf der Universität Frankfurt an der Oder 1615).

In zweiter Ehe heiratete er Anna v. d. Weyde, die Tochter des Gabriel v. d. Weyde auf Gantikow, die in erster Ehe mit Otto von Rohr aus Holzhausen verheiratet war.
Karstedt war Vormund des späteren Bürgermeisters von Stendal Germanus Luidtke (1592–1672), dessen Vater, der Domherr in Havelberg Lucas Luidtke, schon im Jahre 1596 verstorben war. Zunächst war der Großvater Matthäus Ludecus, Dechant in Havelberg, bis zu dessen Tod im Jahre 1606 Vormund. Als Karstedt Nachfolger von Ludecus als Dechant im Jahre 1607 wurde, übernahm er die Vormundschaft und sorgte für eine gute Erziehung und Ausbildung von Luidtke, der sich bei ihm mit einer Widmung in seiner akademischen Disputation nach Beendigung seines Studiums bedankte. Dabei bezeichnete er Karstedt als seinen „Wächter“ und „Förderer“ (tutor ac promotor).

## Genealogien
- Ancestry.com, Family Trees, Meyer-Wölky and von Karstedt ancestors, abgerufen am 25. Mai 2016, digital
- Webseite von Michael Brusche, Die Familie v. Karstedt auf Kaltenhof von 1540 bis zum Anfang des 19. Jahrhunderts, abgerufen am 25. Mai 2016, digital
- Webseite der Familie v. Karstedt, Familie von Karstedt auf Kaltenhof und Fretzdorf, abgerufen am 25. Mai 2016, digital

## Werke
- Karsted, Reimar a, Stammbucheintrag für Arnold von Weihe (1559–1581), Wappen und Initialen, Rostock 11. Dezember 1878,  Wolfenbüttel, Niedersächsisches Staatsarchiv: VI Hs. 13, Nr. 2,  digital (ohne Abbildung):
- Karstedt, Reimar ; LaHaye, Louis ; Junius, Melchior ; Winterfeld, Joachim,  EPISTOLA ET  CARMINA AMICORVM DE OBITV Egregij & Nobilissimi Adolescentis Hermanni à Kotza Leonhardi F. IV, Decemb: piè Argentinae defuncti. Helmstedt 1581, digital:
- Karstedt, Reimarvs A, Dispvtatio VI. De Ivre Venandi. Quam D.O praeside pro viribus defendere conabitur in illustri Academia Iulia; Disp. 6, Periochē feudalis, tredecim disputationibus conclusa, Helmstadii, 1587,  gewidmet dem kurfürstlicher Rat, Landvogt der Neumark, Kommendator der Johanniterordens, Komtur zu Schievelbein  Detlev (Dietloff) von Winterfeld (1527–1611), dem Bruder seiner Mutter[17] mit Vorwort von Heinrich Meiborn,  digital
- Karstedt, Reimar von, Stammbucheintrag für Günther von Löser, Motiv: Wappen. - Deutsch ; Verschiedenes, Stammbucheintragung, Illustration ; Handschrift, 1593, in: Sächsische Landesbibliothek - Staats- und Universitätsbibliothek Dresden, Signatur: Mscr.Dresd.C.512,Bl.12, digital (ohne Abbildung):